# Disturbed
Disturbed is een Amerikaanse alternatieve-metalband.

## Geschiedenis
De vrienden Dan Donegan, Mike Wengren en Steve Kmak (alias Fuzz) speelden al enige tijd samen in de band Brawl. Kort na de opname van een demo verliet zanger Erich Anwalt de band. De overgebleven leden plaatsten een advertentie waar David Draiman op reageerde. Nadat hij de bezetting vervolmaakte, werd de naam van de band veranderd in Disturbed. Draiman had zijn zoektocht naar een band waar hij zich thuisvoelde bijna opgegeven, maar wist bij de auditie direct dat zijn toekomst daar lag. In 2000 maakte Disturbed zijn debuutalbum bij Giant Records, getiteld The Sickness. Daarmee brak de band definitief door. De aantallen fans namen toe en hun eerste optreden was al snel op Ozzfest in 2001. Rond deze tijd namen ze ook een theme song op voor worstelaar Steve Austin, die ook op de radio gedraaid werd.
In 2003 zette Dan Donegan gitarist Steve Kmak uit de band, omdat de laatste persoonlijke problemen had met Draiman, en er werd een opvolger gezocht. Dit werd John Moyer, de bassist van The Union Underground. Deze verliet uiteindelijk zijn oude band en richtte zich volledig op Disturbed.
Het lied Inside the Fire van het het album Indestructible gaat over een jeugdtrauma van David Draiman. Zijn vriendin pleegde zelfmoord toen hij zestien jaar oud was. Hun relatie had drie jaar stand gehouden.
Begin juli 2019 bij gelegenheid van een concert in Israël gaf Draiman een eigen vernietigend oordeel over Roger Waters . Volgens hem leeft Roger Waters, een van de grootste rock-iconen van deze tijd, in zijn eigen bubbel en leidt hij aan waanideeën. Draiman noemde zijn onvoorwaardelijke steun aan de
BDS-beweging (die Israël wil boycotten) als beste voorbeeld daarvan..

## Artiesten

### Huidige bandleden
- Dan Donegan - gitaar
- Mike Wengren - drums
- John Moyer - basgitaar
- David Draiman - zang

### Oud-bandleden
- Steve Kmak alias Fuzz - basgitaar
- Erich Awalt - zang

## Discografie
- The Sickness, 2000
- Believe, 2002
- Ten Thousand Fists, 2005
- Indestructible, 2008
- Asylum (Disturbed), 2010
- The Lost Children, 2011
- Immortalized, 2015
- Evolution, 2018
- Divisive, 2022

## Hitlijsten

### Albums
| Album met eventuele hitnotering(en) in de Nederlandse Album Top 100 | Datum van verschijnen | Datum van binnenkomst | Hoogste positie | Aantal weken | Opmerkingen  |
| ------------------------------------------------------------------- | --------------------- | --------------------- | --------------- | ------------ | ------------ |
| The Sickness                                                        | 07-03-2000            | -                     | -               | -            |              |
| Believe                                                             | 20-09-2002            | -                     | -               | -            |              |
| Music as a Weapon II                                                | 24-02-2004            | -                     | -               | -            | Livealbum    |
| Ten Thousand Fists                                                  | 20-09-2005            | 08-10-2005            | 87              | 1            |              |
| Indestructible                                                      | 30-05-2008            | 07-06-2008            | 57              | 4            |              |
| Live & Indestructible                                               | 30-09-2008            | -                     | -               | -            | EP           |
| Asylum                                                              | 27-08-2010            | 04-09-2010            | 22              | 4            |              |
| The Lowdown                                                         | 17-09-2010            | -                     | -               | -            |              |
| The Lost Children                                                   | 04-11-2011            | -                     | -               | -            | Verzamelalum |
| Immortalized                                                        | 21-08-2015            | 29-08-2015            | 11              | 4            |              |
| Live at Red Rocks                                                   | 18-11-2016            | -                     | -               | -            | Livealbum    |
| Evolution                                                           | 19-10-2018            | 27-10-2018            | 28              | 2            |              |
| Divisive                                                            | 18-11-2022            | -                     | -               | -            |              |

| Album met hitnotering(en) in de Vlaamse Ultratop 200 albums | Datum van verschijnen | Datum van binnenkomst | Hoogste positie | Aantal weken | Opmerkingen |
| ----------------------------------------------------------- | --------------------- | --------------------- | --------------- | ------------ | ----------- |
| Indestructible                                              | 2008                  | 07-06-2008            | 49              | 4            |             |
| Asylum                                                      | 2010                  | 04-09-2010            | 21              | 8            |             |
| Immortalized                                                | 2015                  | 29-08-2015            | 12              | 29           |             |
| Live at Red Rocks                                           | 2016                  | 26-11-2016            | 153             | 11           | Livealbum   |
| Evolution                                                   | 2018                  | 27-10-2018            | 13              | 11           |             |
| Divisive                                                    | 2022                  | 26-11-2022            | 57              | 2            |             |

### NPO Radio 2 Top 2000
| Nummer met noteringen in de NPO Radio 2 Top 2000 | '16 | '17 | '18 | '19 | '20 | '21 | '22 | '23 | '24 |
| ------------------------------------------------ | --- | --- | --- | --- | --- | --- | --- | --- | --- |
| The Sound of Silence                             | 518 | 54  | 39  | 18  | 20  | 19  | 18  | 16  | 13  |

1. ↑  Een vetgedrukt getal geeft de hoogste notering aan.
2. ↑  2016 was het eerste jaar met een notering voor dit nummer.

### De Zwaarste Lijst
| Nummer                 | '09* | '10* | '11* | '12* | '13 | '14 | '15 | '16 | '17 | '18 | '19 | '20 | '21 | '22 | '23 | '24 | '25 |
| ---------------------- | ---- | ---- | ---- | ---- | --- | --- | --- | --- | --- | --- | --- | --- | --- | --- | --- | --- | --- |
| Down With the Sickness | -    | -    | 48   | 26   | 43  | 25  | 49  | 16  | 15  | 19  | 20  | 20  | 27  | 30  | 28  | 27  | 31  |
| The Sound of Silence   | -    | -    | -    | -    | -   | -   | -   | -   | -   | -   | 54  | 43  | 60  | -   | -   | -   | -   |

- Tot 2012 had de Zwaarste Lijst 70 plaatsen. Dit werd vanaf 2013 verminderd tot 66.

## Trivia
- The Sickness, het debuutalbum van Disturbed, is beïnvloed door de nu metal, maar het behoort niet tot het genre, aangezien het niet de typische kenmerken ervan heeft (draaitafels, rap e.d.).
- Met het album Believe ging Disturbed de kant van de alternative metal op. In het nummer 'Liberate' keerde Disturbed zich tegen het geloof door te stellen dat je je er niet door mag laten misleiden.
- Music as a Weapon II is een livealbum en werd uitgebracht naar aanleiding van de tournee Music as a Weapon II. Op het album staan tevens nummers van Taproot, Chevelle en Unloco.
- Het album Indestructible wordt door velen als het beste album bestempeld. Er zijn voor het eerst ook regelmatig gitaarsolo's op te horen.
- The Sickness: 10th Anniversary Edition is een heruitgave van het album The Sickness uit 2000. Deze cd is geremixt en geremasterd en bevat tevens twee extra nummers: God of the Mind en A Welcome Burden.
- In 2011 kwam het album The Lost Children uit, met uitsluitend B-kanten van singles.

- Bibliothèque nationale de France: cb14054468f (data)
- Gemeinsame Normdatei: 10146665-1
- International Standard Name Identifier: 0000 0001 2353 5874
- Library of Congress Control Number: no2002039312
- MusicBrainz: 4bb4e4e4-5f66-4509-98af-62dbb90c45c5
- Nationale Bibliotheek van Tsjechië: xx0081291
- Virtual International Authority File: 151523613